# Kickapoo Site 7
Kickapoo Site 7 – jednostka osadnicza w Stanach Zjednoczonych, w stanie Kansas, w hrabstwie Brown.